# Паризька мирна угода (1763)
Пари́зька ми́рна угода — мирна угода між Великою Британією та Португалією з одного боку і Францією та Іспанією з іншого, підписана 10 лютого 1763 року в Парижі й разом з Губертусбурзьким миром поклала край Семирічній війні. Попередні умови миру були підписані у Фонтенбло 3 листопада 1762 року, у Парижі ж оформлено остаточну угоду.

## Умови угоди
За умовами миру Франція відмовилася від усіх претензій на Канаду, Нову Шотландію й усі острови затоки Святого Лаврентія. Разом з Канадою Франція поступилася долиною Огайо та всією своєю територією на східному березі Міссісіпі, за винятком Нового Орлеана.
У той самий час Іспанія за повернення Англією Гавани поступилась їй Флоридою, чим на той момент називались всі її континентальні володіння на схід від Міссісіпі. Незважаючи на велику площу земель Англія домагалася прав на Пуерто-Рико, оскільки країна, здобута на континенті, була на той момент слабо заселеною та освоєною.
У Європі Менорка була повернута Англії, але оскільки повернення цього острова Іспанії було однією з умов її союзу з Францією, то остання, бувши не в змозі виконати тепер цю умову, відповідно поступилась Іспанії Луїзіаною, на захід від Міссісіпі.
Французькі війська також виводилися з території Ганноверу та спільно з іспанськими — з території Португалії.
У Вест-Індії Англія повернула Франції важливі острови: Мартиніку та Гваделупу. Чотири острови з групи Малих Антильських, що вважалися нейтральними, були розділені між двома державами: Сент-Люсія перейшла до Франції, а Сент-Вінсент, Тобаго й Домініка — до Англії, яка також утримала за собою і Гренаду.
В Африці Франція втрачала землі в Сенегалі.
В Індії Франція відновила всі володіння, що були в кордонах до початку наступу, але втратила право зводити укріплення чи утримувати війська в Бенгалії й таким чином залишила станцію в Чанданнагарі беззахисною. Таким чином Франція знову здобула можливість торгівлі в Індії, але практично відмовилася від своїх претензій на політичний вплив у регіоні. При цьому англійська компанія зберегла всі свої завоювання.
Паризька мирна угода також надавала Франції право риболовлі поблизу берегів Ньюфаундленду й у затоці Святого Лаврентія, яким та користувалась і раніше. Одночасно в цьому праві відмовлено Іспанії, яка вимагала його для своїх риболовів. Ця поступка Франції була з-поміж тих, на які в Англії понад усе нападала опозиція.
Таким чином, за підсумками миру Англія надбала колоніальну державу, що включала Канаду від Гудзонової затоки й усі теперішні Сполучені Штати на схід від Міссісіпі. Окрім територіальних придбань Англії та її морського панування вона також набула престижу і становище в очах інших держав. Поступки Англії під час укладання миру були спричинені величезним зовнішнім боргом, який сягнув 122 000 000 фунтів стерлінгів.